# Epamera neavei
Epamera neavei är en fjärilsart som beskrevs av Druce 1910. Epamera neavei ingår i släktet Epamera och familjen juvelvingar. Inga underarter finns listade i Catalogue of Life.